# Rita
El término griego margaritis (μαργαρίτης) y el latín margarita significa ‘perla’.

## Nombre de pila
- Rita de Cascia (1381-1457), santa italiana
- Rita Abatzi (1914-1969), cantante griega
- Rita Angus (1908-1970), pintora neozelandesa
- Rita Atria (1974-1992), testigo italiana antimafia
- Rita Mae Brown (n. 1944), escritora y activista estadounidense
- Rita R. Colwell (n. 1934), microbióloga ambientalista
- Rita Coolidge (n. 1945), cantante estadounidense
- Rita Cosby (n. 1964), periodista estadounidense
- Rita Deverell (n. 1945), periodista canadiense
- Rita Donagh (n. 1939), artista británica
- Rita Dove (n. 1952), poeta estadounidense
- Rita Clay Estrada (n. 1941), romance novelist
- Rita Fan (n. 1945), política hongkonesa
- Rita Gorr (n. 1926), mezzo-soprano belga
- Rita Guerra (n. 1967), cantante portuguesa
- Rita Guerrero (n. 1964), cantante y actriz mexicana
- Rita Hayworth (1918-1987), actriz estadounidense
- Rita Hosking (n. 1969), cantautora estadounidense
- Rita Jenrette (n. 1949), exesposa del legislador estadounidense John Jenrette
- Rita Jeptoo (1981-), corredor keniano de maratón
- Rita Johnston (n. 1935), política canadiense politician
- Rita Kalmbach, política canadiense
- Rita Kassabian, compositora armenia
- Rita Lau (n. 1953), funcionaria hongkonesa
- Rita Lee (n. 1947), música y compositora brasileña
- Rita Levi-Montalcini (n. 1909), neuróloga ítalo-estadounidense
- Rita MacNeil (n. 1944), cantante canadiense de country y folk
- Rita Marley (n. 1946), cantante jamaicana y viuda de Bob Marley
- Rita Montone, actriz estadounidense.
- Rita Moreno (n. 1931), actriz puertorriqueña
- Rita Ora (n. 1990), cantautora británica
- Rita Pavone (n. 1945), cantante italiana
- Rita Reys (born 1924), cantante neerlandesa de jazz
- Rita Rudner (n. 1956), comediante y escritora estadounidense
- Rita Sakellariou (1934-1999), cantante griega
- Rita Simons (n. 1977), actriz y cantante británica
- Rita Streich (1920-1987), soprano de ópera
- Rita Süssmuth (n. 1937), política alemana
- Rita Tushingham (n. 1942), actriz británica
- Rita Verdonk (n. 1955), política neerlandesa
- Rita Wilson (n. 1956), actriz y productora estadounidense
- Maria Rita, cantante brasileña
- Rita Kleinstein, cantante israelí de origen persa

### Personajes ficticios
- Rita Bennett, en la serie televisiva Dexter.
- Rita Repulsa, una villana en la serie televisiva infantil Mighty Morphin Power Rangers.
- Rita Skeeter, en la saga Harry Potter.
- Rita Madsen, en la serie televisiva danesa Rita.